# ایگلزکلیف
ایگلزکلیف (به انگلیسی: Eaglescliffe) یک شهرک در بریتانیا است که در انگلستان واقع شده‌است. ایگلزکلیف ۱۰٬۴۴۹ نفر جمعیت دارد.